# Emile Mousty
Emile Joseph Mousty (Gosselies, 25 mei 1873 - 17 maart 1936) was een Belgisch senator en burgemeester.

## Levensloop
In het actieve leven getreden als metaalarbeider, werd hij vakbondsleider.
In 1903 verkozen tot gemeenteraadslid van Gosselies werd hij in 1917 schepen en in 1917-18 was hij burgemeester.
In 1921 werd hij verkozen tot senator van het arrondissement Charleroi en vervulde dit mandaat tot zijn dood.